# Papuana sumbana
Papuana sumbana är en skalbaggsart som beskrevs av Miyake och Yamaya 1999. Papuana sumbana ingår i släktet Papuana och familjen Dynastidae. Inga underarter finns listade i Catalogue of Life.